# 전문섭
전문섭(全文燮, 1919년 11월 24일~1998년 12월 29일)은 독립운동가 출신 조선민주주의인민공화국의 정치인이다. 광복 이후 최고인민회의 대의원을 역임했다.

## 참고 자료
- 강만길; 성대경 編「전문섭」『한국사회주의운동인명사전』창작과비평사、1996年、422-423頁。ISBN 8936470302。
- 이종석「전문섭(全文燮)」『한국민족문화대백과사전』한국학중앙연구원、2001年。2022年4月20日閲覧。
- 『6⋅25전쟁사』（PDF） 2巻《북한의 전면남침과 초기 방어전투》、국방부군사편찬연구소、2005年、421頁。2020年8月24日閲覧。
- 김선호 (2020). 조선인민군 : 북한 무력의 형성과 유일체제의 기원. 한양대학교 출판부. ISBN 9788972186809